# لیتل هورکسلی
لیتل هورکسلی (به انگلیسی: Little Horkesley) یک روستا و محله مدنی در بریتانیا است که در Colchester واقع شده‌است. لیتل هورکسلی ۱۸۸ نفر جمعیت دارد.